# Tano (Fluss)
Der Tano ist ein Fluss in der Akanebene in Ghana. 

## Verlauf
Er ist 400 km lang und fließt von Techiman bis zur Aby-Lagune, wo er in den Golf von Guinea mündet. Er bildet im Unterlauf die Grenze zwischen der Elfenbeinküste und Ghana.

## Hydrometrie
Durchschnittliche monatliche Durchströmung des Tano gemessen an der hydrologischen Station bei Alanda in m³/s.
- Diagrammdaten:
- Definition |
- Rohdaten |
- Hilfe

## Einzugsgebiet
Je nach Quelle wird das Einzugsgebiet mit Werten zwischen 15.400 und knapp 16.000 km² angegeben. Der Größte Teil davon befindet sich in Ghana, während etwa 10 % in der Elfenbeinküste liegen.

## Spiritualität
Ein lokaler Glaube besagt, dass der Taakora, einer der größten akanischen Götter, an der Quelle dieses Flusses wohnt.